# Австралиец года
Австралиец года (англ. Australian of the Year) — австралийская ежегодная награда, вручаемая с 1960 года. Вручается гражданам Австралии Национальным советом Дня Австралии. Спонсором мероприятия с 1981 по 2019 год являлся банк Commonwealth Bank of Australia. Церемония проходит в Национальном дендрарии Канберры.

## История
Первое присвоения звания «Австралиец года» состоялось 26 января 1960 года и было приурочено ко Дню Австралии, затем церемонию награждения перенесли на вечер 25 января. С тех пор важность этой премии непрерывно росла, и ныне она является одной из самых значимых наград страны. Церемония проходит в столице страны, Канберре и транслируется федеральным каналами по всей стране.
Первоначально награда вручалась «за прошлый год», то есть 25 января текущего года объявлялся «Австралиец предыдущего года». В 1993 году эта система была изменена: в тот год был назван «Австралиец 1992 года», а спустя год, 25 января 1994 года, был объявлен «Австралиец 1994 года».
В 2005 году на телеэкраны вышел 6-серийный мини-сериал «Мы можем стать героями: В поисках Австралийца года», снятый в жанре псевдодокументальной комедии. Создателем сериала выступил Крис Лиллей, он же исполнил в нём главную роль.
26 января 2006 года была открыта Набережная Австралийцев года. Она проходит вдоль берега водохранилища Берли-Гриффин между зданием Национальной библиотеки Австралии и мостом Авеню Содружества (35°17′42″ ю. ш. 149°07′44″ в. д.). Торжественно открыл эту аллею лично премьер-министр Джон Говард.
Первоначально основным критерием отбора лауреата было то, что он «принёс самую большую честь Австралии». В дальнейшем критерии несколько менялись, и сейчас отборочная комиссия ссылается на три основных критерия:
- Продемонстрировано превосходство в своей области
- Значительный вклад в развитие австралийского сообщества и нации
- Вдохновляющая ролевая модель для австралийского сообщества

## Список «Австралийцев года»
Основная статья — Список лауреатов премии «Австралиец года»
| 1960 | Фрэнк Бёрнет | 60 | Вирусолог | Нобелевский лауреат 1960 г. | | |
| 1961 | Джоан Сазерленд | 34 | Оперная певица | | | |
| 1962 | Джок Старрок | 46 | Яхтсмен | Выиграл более 400 клубных, региональных, национальных и международных состязаний, в т. ч. «бронзу» на ОИ-1956. | | |
| 1963 | Джон Экклс | 59 | Нейрофизиолог, философ | Нобелевский лауреат 1963 г. Президент Австралийской академии наук (1957—1961). | | |
| 1964 | Дон Фрейзер | 26 | Пловчиха, политик | Первая спортсменка в мире, проплывшая 100 м быстрее, чем за 1 мин. Известна своим противоречивым поведением в обществе типа ларрикин. | | |
| 1965 | Роберт Хелпман | 55 | Артист балета, актёр, режиссёр, хореограф                                                                                            | | | |
| 1966 | Джек Брэбем | 39 | Автогонщик | | | |
| 1967 | The Seekers | 4 | Поп-фолк муз. группа | Первая австралийская группа, вошедшая в чарты Великобритании и США. | | |
| 1968 | Лайонел Роуз | 19 | Боксёр, певец | Первый коренной австралиец, заслуживший всемирно известные боксёрские титулы. | | |
| 1969 | Ричард Кейси | 78 | Политик | Казначей Австралии (1935—1940), министр обороны (1939—1940 и 1949—1950), посол в США (1940—1942), губернатор Бенгалии (1944—1946), министр семей и социальных служб (1949—1950), министр промышленности, науки и технологий (1950—1960), Министр иностранных дел (1951—1960), генерал-губернатор Австралии (1965—1969; первый австралиец на этом посту). В его честь назван крупный город. | | |
| 1970 | Норман Гилрой | 74 | Архиепископ | Архиепископ Сиднея (1940—1971). Первый рождённый в Австралии кардинал римско-католической церкви. | | |
| 1971 | Ивонн Гулагонг-Коули | 19 | Теннисистка | | | |
| 1972 | Шейн Гоулд | 15 | Пловчиха | Олимпийская чемпионка (ОИ-1972: принесла стране 3 из 8 золотых медалей, 1 из 7 серебряных и 1 из 2 бронзовых), многократная рекордсменка мира. | | |
| 1973 | Патрик Уайт | 60 | Писатель | Нобелевский лауреат 1973 г. | | |
| 1974 | Бернард Гейнце | 79 | Дирижёр | Главный дирижёр Мельбурнского (1932—1950) и Аделаидского (1939—1949) симфонических оркестров, директор Сиднейской консерватории музыки (1957—1966). | | |
| 1975 | Джон Корнфорт | 57 | Химик | Нобелевский лауреат 1975 г. | | |
| 1975 | Алан Стреттон | 52 | Военный | Генерал-майор, начальник штаба по восстановлению Дарвина после циклона Трейси. | | |
| 1976 | Уири Данлоп | 68 | Хирург | | | |
| 1977 | Рай Роу | 54 | Фермер, адвокат | Президент Ассоциации сельских женщин мира (1977—1980). | | |
| 1977 | Мюррей Тиррелл | 63 | Госслужащий | Официальный секретарь генерал-губернатора Австралии (1947—1973, при шести генерал-губернаторах). | | |
| 1978 | Алан Бонд | 39 | Бизнесмен | Известен своими коррупционными связями, почти 4 года отсидел в тюрьме (1997—2000). | | |
| 1978 | Галаррвуй Юнупингу | 29 | Активист Aboriginal title | | | |
| 1979 | Невилл Боннер | 56 | Политик | Первый коренной австралиец в Парламенте Австралии. | | |
| 1979 | Гарри Батлер | 48 | Натуралист | | | |
| 1980 | Мэннинг Кларк | 64 | Историк, писатель | Автор 6-томной «Истории Австралии» (1962—1987). | | |
| 1981 | Джон Кроуфорд | 70 | Экономист | Секретарь Департамента коммерции и сельского хозяйства (1950—1956), секретарь Департамента торговли (1956—1960): внёс большой вклад в экономический послевоенный рост страны. Вице-канцлер Австралийского национального университета (1968—1973) и его канцлер (1976—1984). | | |
| 1982 | Эдвард Уильямс | 60 | Судья Верховного суда Квинсленда | Председатель Игр Содружества-1982. | | |
| 1983 | Роберт де Кастелла | 25 | Марафонец | Победитель Чемпионата мира по лёгкой атлетике 1983 года, а также Игр Содружества-1982 и Игр Содружества-1986. | | |
| 1984 | Ловитья О’Донохью | 51 | Госслужащая | Профессор, госуправленец, первый председатель Комиссии по делам аборигенов и островитян Торресова пролива (1990—1996). | | |
| 1985 | Пол Хоган | 45 | Актёр-комик кино и телевидения, сценарист и кинопродюсер                                                                             | «Крокодил Данди». | | |
| 1986 | Дик Смит | 41 | Авиатор-путешественник, филантроп, политактивист, бизнесмен                                                                          | Обладатель ряда авиа-рекордов, основатель проектов Dick Smith, Australian Geographic, Dick Smith Foods и Smith & Nasht. | | |
| 1987 | Джон Фарнем | 37 | Певец | Его альбом 1986 года Whispering Jack провёл 25 недель на 1 месте австралийского альбомного чарта и по состоянию на 2020 год, будучи сертифицирован Австралийской ассоциацией звукозаписывающих компаний 24-кратно платиновым, является 2-м в списке самых продаваемых альбомов в стране. Помимо прочего, лауреат 19 премий ARIA Music Awards.                                              | | |
| 1988 | Кэй Котти | 34 | Мореплавательница | Первая в мире женщина, совершившая одиночное непрерывное кругосветное плавание. | | |
| 1989 | Аллан Бордер | 33 | Игрок в крикет, спортивный комментатор                                                                                               | Капитан сборной страны (1984—1994), бэтсмен. Сыграл 156 тестовых матчей, совершил 11 174 «тестовые пробежки» (второе место в мире после Брайана Лары). | | |
| 1990 | Фред Холлоус | 60 | Офтальмолог | Основатель фонда своего имени; благодаря ему более миллиона человек в мире вернули или не потеряли зрение. | | |
| 1991 | Питер Холлингуорт | 55 | Епископ, политик, писатель. | Архиепископ Брисбена (1989—2001), генерал-губернатор Австралии (2001—2003). Архивная копия от 23 июня 2020 на Wayback Machine | | |
| 1992 | Мандавуй Юнупингу | 35 | Музыкант, преподаватель | Лидер муз. группы Yothu Yindi, директор школы пос. Йирркала. | | |
| 1993 | В этом году система награждения была изменена: был назван «Австралиец 1992 года», а в 1994 году был объявлен «Австралиец 1994 года». | В этом году система награждения была изменена: был назван «Австралиец 1992 года», а в 1994 году был объявлен «Австралиец 1994 года». | В этом году система награждения была изменена: был назван «Австралиец 1992 года», а в 1994 году был объявлен «Австралиец 1994 года». | В этом году система награждения была изменена: был назван «Австралиец 1992 года», а в 1994 году был объявлен «Австралиец 1994 года». | В этом году система награждения была изменена: был назван «Австралиец 1992 года», а в 1994 году был объявлен «Австралиец 1994 года». | В этом году система награждения была изменена: был назван «Австралиец 1992 года», а в 1994 году был объявлен «Австралиец 1994 года». |
| 1994 | Иэн Кирнан | 53 | Яхтсмен, застройщик, строитель, активист-эколог                                                                                      | Соучредитель организации «Очистим Австралию». | | |
| 1995 | Артур Бойд | 74 | Художник | | | |
| 1996 | Джон Ю | 61 | Педиатр | | | |
| 1997 | Дохерти, Питер | 56 | Хирург-ветеринар | Нобелевский лауреат 1996 г. Член Австралийской академии наук (1983), Лондонского королевского общества (1987), иностранный член Национальной академии наук США (1998), Российской академии наук (2006). | | |
| 1998 | Кэти Фримен | 24 | Бегунья | Золотая медалистка ОИ-2000, ЧМ (1997 и 1999), Игр Содружества (1990, 1994 и 2002). Также является «Молодым австралийцем года» (1990). | | |
| 1999 | Марк Тейлор | 34 | Игрок в крикет | Капитан сборной страны (1994—1999), после — директор организации Cricket Australia, спортивный комментатор Nine Network. | | |
| 2000 | Густав Носсал | 68 | Биолог | Лауреат Премии Альберта Эйнштейна (1990). | | |
| 2001 | Питер Косгроув | 53 | Военный, политик | Лейтенант-генерал. Командующий Международными войсками Восточного Тимора (1999—2000), Начальник армии Австралии (2000—2002), Начальник войск обороны Австралии (2002—2005), генерал-губернатор Австралии (2014—2019). | | |
| 2002 | Пэт Рафтер | 29 | Теннисист | Новичок года (1993), победитель US Open (1997 и 1998), Canadian Open (1998), Cincinnati Masters (1998), Australian Open (1999) и Power Horse World Team Cup (2001). | | |
| 2003 | Фиона Стэнли | 56 | Эпидемиолог | | | |
| 2004 | Стив Во | 38 | Игрок в крикет | Капитан сборной страны (1999—2004). | | |
| 2005 | Фиона Вуд | 46 | Пластический хирург | Заведующая ожоговым отделением Королевской больницы Перта, спасла жизнь и здоровье многим жертвам теракта на Бали (2002). Архивная копия от 25 июня 2020 на Wayback Machine | | |
| 2006 | Иэн Фрейзер | 53 | Иммунолог | CEO-основатель и начальник отдела исследований Транснационального исследовательского института. Внёс большой вклад в создание вакцины, препятствующей развитию рака шейки матки (Гардасил и Церварикс). | | |
| 2007 | Тим Фланнери | 50 | Териолог, палеонтолог, эколог, биолог, исследователь                                                                                 | «Зелёный» активист, известный сторонник глобального потепления. Открыл более 30 видов млекопитающих (в т. ч. новые виды древесных кенгуру). | | |
| 2008 | Ли Кернаган | 43 | Певец, сочинитель песен, гитарист | | | |
| 2009 | Мик Додсон | 58 | Барристер | | | |
| 2010 | Патрик Макгорри | 57 | Психиатр | Специалист по раннему вмешательству при психозе у молодёжи. | | |
| 2011 | Саймон Маккеон | 55 | Юрист, филантроп, спортсмен | Канцлер Университета Монаша. | | |
| 2012 | Джеффри Раш | 60 | Актёр театра, кино и телевидения, певец, кинопродюсер                                                                                | 17-й (из ныне 24) обладатель «Тройной короны актёрского мастерства». В общей сложности лауреат 46 кинематографических наград и 79 номинаций. Президент Австралийской академии кинематографических и телевизионных искусств (2011—2017). | | |
| 2013 | Айта Баттроуз | 71 | Журналист, бизнесвумен, теле-персона, писательница                                                                                   | Первый главный редактор журнала Cleo, затем — редактор журнала The Australian Women's Weekly, телеведущая ток-шоу Studio 10 (2013—2018), председатель Совета директоров ABC (2019 — н. в.) | | |
| 2014 | Адам Гудс | 34 | Футболист | | | |
| 2015 | Рози Бэтти | 52—53 | Активистка против домашнего насилия                                                                                                  | | | |
| 2016 | Дэвид Моррисон | 59 | Военный | Лейтенант-генерал. Начальник Армии (2011—2015). | | |
| 2017 | Алан Мэкей-Сим | 65 | Учёный-биомедик | Специалист по взрослым стволовым и обонятельным клеткам. | | |
| 2018 | Мишель Симмонс | 50 | Физик | Профессор квантовой физики, пионер в области атомной электроники, главный редактор журнала npj Quantum Information. | | |
| 2019 | Крейг Чаллен | | Хирург-ветеринар, дайвер, гидроспелеолог                                                                                             | Погрузился в подводную пещеру на глубину 194 м (рекорд держится с 2010 г.) Принял активное участие в спасательной операции в пещере Тхамлуангнангнон (2018). | | |
| 2019 | Ричард Гаррис | | Анестезиолог, дайвер, гидроспелеолог                                                                                                 | Принял активное участие в спасательной операции в пещере Тхамлуангнангнон (2018). | | |
| 2020 | Джеймс Мьюке | | Офтальмолог | | | |

## Список «Молодых австралийцев года»
Данная разновидность основной премии вручается с 1979 года.
Основная статья — Список лауреатов премии «Молодой австралиец года»
| 1979 | Джули Сочацки | 21 | Активистка | Медсестра, соосновательница бюро «Мы хотим работать», целью которого является трудоустройство безработной молодёжи. Архивная копия от 25 июня 2020 на Wayback Machine | | |
| 1980 | Питер Хилл | 22—23 | Пловец | Паралимпиец, выиграл 2 из 19 серебряных медалей на Паралимпийских играх-1980. Архивная копия от 26 июня 2020 на Wayback Machine | | |
| 1981 | Пол Рэдли | 18 | Писатель | В 1996 г. признался, что повести, за которые он получил данную премию и премию The Australian/Vogel Literary Award, написал не он, а его дядя, которые предложил юноше опубликовать их под своим именем, чтобы соответствовать стандартам возможных премий. Архивная копия от 26 июня 2020 на Wayback Machine | | |
| 1982 | Марк Элла | 22 | Регбист | Капитан сборной страны (1982—1984). | | |
| 1983 | Майкл Уолдок | 18 | Радист | Потерял зрение подростком. Стал волонтёром Береговой охраны, прослушивая эфир по 15 часов ежедневно. За 30 месяцев помог в 160 морских спасательных операциях. Архивная копия от 25 июня 2020 на Wayback Machine | | |
| 1984 | Джон Сибен | 17 | Пловец | Золотой медалист Игр Содружества-1982, ОИ-1984 и Летней Универсиады-1985. Мировой рекордсмен по плаванию на 200 м баттерфляем с августа 1984 по июнь 1985 г. | | |
| 1985 | Динне Макинтайр | 13 | Пауэрлифтер | Паралимпиец, золотой призёр Паралимпийских игр-1988 (там же взяла ещё две серебряные и одну бронзовую медаль); одна из крайне немногих австралиек-пауэрлифтеров с инвалидностью (расщепление позвоночника). | | |
| 1986 | Симона Янг | 24 | Дирижёр | Главный дирижёр Бергенского филармонического оркестра (1998—2002), муз. директор Оперы Австралии (2001—2003), муз. директор Гамбургского оперного театра (2005—2015). Архивная копия от 2 июля 2018 на Wayback Machine | | |
| 1987 | Марти Говин | 20 | Компьютерный эксперт, предприниматель | Архивная копия от 28 июня 2020 на Wayback Machine | | |
| 1988 | Дункан Армстронг | 19 | Пловец | Золотой медалист Игр Содружества-1986 и ОИ-1988. | | |
| 1989 | Бренден Бореллини | 20 | | Глухой и слепой с рождения. Первый австралиец с таким заболеванием, который был включен в стандартную программу средней школы. Архивная копия от 27 июня 2020 на Wayback Machine | | |
| 1990 | Кэти Фримен | 16 | Бегунья | Золотая медалистка ОИ-2000, ЧМ (1997 и 1999), Игр Содружества (1990, 1994 и 2002). Также является «Австралийцем года» (1998). | | |
| 1991 | Саймон Фэруэтер | 21 | Стрелок из лука | Золотой медалист ОИ-2000 и ЧМ-1991. Архивная копия от 25 июня 2020 на Wayback Machine | | |
| 1992 | Кирен Перкинс | 18 | Пловец | Золотой медалист ОИ-1992 и золотой медалист ОИ-1996; две золотые медали на ЧМ-1994, три золотые и одна серебряная медали на Pan Pacific Swimming Championships-1991, три золотые и одна серебряная медали на Pan Pacific Swimming Championships-1993, золотая и серебряная медали на Pan Pacific Swimming Championships-1995; четыре золотые медали на Играх Содружества-1994. «Мировой пловец 1994 года». Мировой рекордсмен по плаванию на 800 м свободным стилем (1991—2001), мировой рекордсмен по плаванию на 1500 м свободным стилем (1992—2001) и мировой рекордсмен по плаванию на 400 м свободным стилем (апрель—июль 1992 и 1994—1999). | | |
| 1993 | В этом году система награждения была изменена: был назван «Молодой австралиец 1992 года», а в 1994 году был объявлен «Молодой австралиец 1994 года». | В этом году система награждения была изменена: был назван «Молодой австралиец 1992 года», а в 1994 году был объявлен «Молодой австралиец 1994 года». | В этом году система награждения была изменена: был назван «Молодой австралиец 1992 года», а в 1994 году был объявлен «Молодой австралиец 1994 года». | В этом году система награждения была изменена: был назван «Молодой австралиец 1992 года», а в 1994 году был объявлен «Молодой австралиец 1994 года». | В этом году система награждения была изменена: был назван «Молодой австралиец 1992 года», а в 1994 году был объявлен «Молодой австралиец 1994 года». | В этом году система награждения была изменена: был назван «Молодой австралиец 1992 года», а в 1994 году был объявлен «Молодой австралиец 1994 года». |
| 1994 | Анна Джонстон | 18 | Гематолог | Заведующий отделением пересадки костного мозга Королевской больницы Хобарта. Архивная копия от 8 декабря 2019 на Wayback Machine | | |
| 1995 | Поппи Кинг | 22 | Предприниматель | Основала собственную косметическую компанию в 18 лет. | | |
| 1996 | Ребекка Чамберс | 20 | Пианистка | Дебютировала как соло-пианистка в оркестре в 7 лет. | | |
| 1997 | Нова Перис | 25 | Хоккеистка, бегунья, политик | Золотая медалистка: ОИ-1996 (первая коренная австралийка в истории, выигравшая золото на Олимпиаде), ЧМ-1994, ТЧ-1993 и 1995, и Игр Содружества-1998 (две золотые; как бегунья). С 2013 по 2016 г. была политиком. | | |
| 1998 | Тан Ле | 20 | Предприниматель | Соосновательница и CEO компании Emotiv. | | |
| 1999 | Брайан Гэнслер | 25—26 | Астроном | Главный редактор журнала Publications of the Astronomical Society of Australia (2009—2014). Директор Института астрономии и астрофизики при Торонтском университете (с 2014 г.) | | |
| 2000 | Иэн Торп | 17 | Пловец | Обладатель наибольшего количества золотых олимпийских медалей в истории Австралии среди всех спортсменов. Олимпийские игры: 5 золотых, 3 серебряных и 1 бронзовая (2000 и 2004); Чемпионаты мира: 11 золотых, 1 серебряная и 1 бронзовая (1998, 2001 и 2003); Чемпионаты мира на короткой воде: 2 золотые и 1 серебряная (1999); Pan Pacific Swimming Championships: 9 золотых и 3 серебряные (1997, 1999 и 2002); Игры Содружества: 10 золотых и 1 серебряная (1998 и 2002). Четырежды «Мировой пловец года» (впервые в истории). Мировой рекордсмен по плаванию на 400 м свободным стилем (1999—2009), Мировой рекордсмен по плаванию на 200 м свободным стилем (август 1999 — сентябрь 2000 и март 2001 — март 2007), мировой рекордсмен по плаванию на 800 м свободным стилем (2001—2005). Архивная копия от 27 июня 2020 на Wayback Machine | | |
| 2001 | Джеймс Фитцпатрик | 25 | Врач | Архивная копия от 29 июня 2020 на Wayback Machine | | |
| 2002 | Скотт Хокналл | 24—25 | Палеонтолог | Старший куратор отдела «Геология» Квинслендского музея. | | |
| 2003 | Ллейтон Хьюитт | 21 | Теннисист | Победитель двух турниров Большого шлема в одиночном разряде (US Open-2001 и Уимблдон-2002); победитель турнира Большого шлема в парном разряде (US Open-2000); финалист двух турниров Большого шлема в одиночном разряде (US Open-2004, Australia Open-2005); победитель двух Итоговых турниров ATP в одиночном разряде (2001 и 2002); победитель 33 турниров ATP (30 — в одиночном разряде); бывшая первая ракетка мира в одиночном разряде; обладатель двух Кубков Дэвиса (1999 и 2003) и одного Командного кубка мира (2001). | | |
| 2004 | Хью Эванс | 20 | Гуманист | Сооснователь фондов «Дубовое дерево» и «Глобальный гражданин», борец с бедностью. | | |
| 2005 | Кхоа До | 25—26 | Режиссёр, сценарист, актёр, продюсер, оратор, филантроп                                                                                              | | | |
| 2006 | Трайша Силверс | 24 | Активистка | Выжила на островах Пхипхи при сильнейшем землетрясении 2004 г., но потеряла там мужа, пробыв его женой всего 8 дней. Написала об этом книгу. Архивная копия от 29 июня 2020 на Wayback Machine | | |
| 2007 | Тания Мейджор | 25 | Активистка | Самый молодой член Комиссии по делам аборигенов и островитян Торресова пролива. Архивная копия от 30 июня 2020 на Wayback Machine | | |
| 2008 | Кейси Стоунер | 22 | Мотогонщик | Двукратный чемпион мира по шоссейно-кольцевым мотогонкам (2007 и 2011), третий в истории австралиец, ставший чемпионом мира. | | |
| 2009 | Джонти Буш | 29—30 | Волонтёр, активист | Борец с насилием. | | |
| 2010 | Марк Дональдсон | 30 | Военный | Герой битвы за Хаз-Орузган (2008) в рамках операции «Тапочек», кавалер 10 военных наград (в т. ч. высшей в стране; на июнь 2020). Архивная копия от 29 июня 2020 на Wayback Machine | | |
| 2011 | Джессика Уотсон | 17 | Мореплавательница | Самая молодая путешественница в мире, совершившая кругосветное безостановочное плавание (рекорд держался с мая 2010 по январь 2012 г.) | | |
| 2012 | Марита Ченг | 22 | Предпринимательница | Основательница организации Robogals и компании Aubot, соразработчик мобильного приложения Aipoly для слепых. | | |
| 2013 | Акрам Азими | 25 | Активист | Беженец из Афганистана. Архивная копия от 30 июня 2020 на Wayback Machine | | |
| 2014 | Жаклин Френи | 21 | Пловчиха-паралимпиец | Взяла 8 из 18 золотых медалей на Паралимпийских играх-2012. «Мировой пловец года» в своей категории (2012). | | |
| 2015 | Драйсана Левитцке-Грей | 21—22 | Активистка | Глухая с рождения. Продвигает культуру глухих, свободно владеет языком ослан. Архивная копия от 29 июня 2020 на Wayback Machine | | |
| 2016 | Ник Марчеси | | Социальный предприниматель | Сооснователь благотворительной организации Прачечная «Оранжевое небо», предоставляющей услуги прачечной и душа для бездомных. Архивная копия от 29 апреля 2020 на Wayback Machine | | |
| 2016 | Лукас Пэтчетт | | Социальный предприниматель | Сооснователь благотворительной организации Прачечная «Оранжевое небо», предоставляющей услуги прачечной и душа для бездомных. Архивная копия от 29 апреля 2020 на Wayback Machine | | |
| 2017 | Пол Василефф | 26 | Дизайнер моды | Основатель и главный дизайнер дома моды Paolo Sebastian. Архивная копия от 30 июня 2020 на Wayback Machine | | |
| 2018 | Сэм Керр | 24 | Футболистка | Капитан женской сборной страны (2019 — н. в.) На октябрь 2019 г. забила 77 голов в 119 играх (1-е место в рейтинге). | | |
| 2019 | Бейкер Бой | 22 | Певец, танцор | Рэпер народности йолнгу. | | |
| 2020 | Эшли Барти | 23 | Теннисистка | Первая ракетка мира в одиночном разряде (24 июня — 12 августа 2019 и 9 сентября 2019 — н. в.) Игрок года (2019), Чемпионка мира (2019). Победительница турнира Большого шлема в одиночном разряде (France Open-2019); победительница турнира Большого шлема в парном разряде (US Open-2018); финалистка турниров Большого шлема в парном разряде (Открытый чемпионат Австралии-2013, Уимблдон-2013, US Open-2013, US Open-2019 и France Open-2017); победительница Итогового турнира в одиночном разряде (WTA Тур 2019); победительница 18 турниров WTA (из них восемь в одиночном разряде). | | |

## Список «Старших австралийцев года»
Данная разновидность основной премии вручается с 1999 года.
Основная статья — Список лауреатов премии «Старший австралиец года»
| 1999 | Слим Дасти          | 71                  | Певец, сочинитель песен, гитарист, продюсер   | За 58 лет карьеры выпустил 105 альбомов. «Культурная икона Австралии» и «Национальное сокровище Австралии». Закрывал ОИ-2000 исполнением «Вальсируя с Матильдой». |                     |                     |
| 2000 | Фрида Бриггс        | 69                  | Академик, писательница, защитник детей        | Архивная копия от 1 июля 2020 на Wayback Machine |                     |                     |
| 2001 | Грэм Кларк          | 65                  | Отоларинголог                                 | Изобрёл многоканальный кохлеарный имплантат. |                     |                     |
| 2002 | Премия не вручалась | Премия не вручалась | Премия не вручалась                           | Премия не вручалась | Премия не вручалась | Премия не вручалась |
| 2003 | Брюс Кэмпбелл       |                     | Глава сельской общины                         | Директор компании Primac Holdings, председатель Управления животноводства и мясопереработки Квинсленда, президент Общества животноводов, президент Королевского Общества спасателей на водах Квинсленда («Спасатель века» (2005)), председатель организации «Аутбэк зовёт». Архивная копия от 31 января 2016 на Wayback Machine          |                     |                     |
| 2004 | Тери Гордон         | 61                  | Зоозащитница                                  | Вместе с мужем в 1975 г. основала первый в Виктории заповедник коал. Архивная копия от 19 марта 2017 на Wayback Machine |                     |                     |
| 2005 | Антонио Милиньос    | 62                  | Бизнесмен, филантроп                          | Архивная копия от 19 марта 2017 на Wayback Machine |                     |                     |
| 2006 | Салли Гоолд         |                     | Медсестра                                     | Первая коренная австралийка, ставшая «зарегистрированной медсестрой» в Новом Южном Уэльсе. Соосновательница Аборигенской медицинской службы. (недоступная ссылка) |                     |                     |
| 2007 | Филлип Херрин       | 65                  | Гонщик, волонтёр                              | В 1993 г. во время гонки Херрин получил травму позвоночника, его парализовало. Восстановившись, он стал волонтёром: поддерживал людей оказавшихся в инвалидном кресле, проводил воспитательные беседы с молодыми нарушителями ПДД, обучал студентов-медиков, работающих с инвалидами. Архивная копия от 19 марта 2017 на Wayback Machine |                     |                     |
| 2008 | Дэвид Бюссо         | 67                  | Бизнесмен, филантроп                          | Пионер в области микрофинансирования, основатель организации Opportunity International Australia. Архивная копия от 1 июля 2020 на Wayback Machine |                     |                     |
| 2009 | Пэт ЛаМанна         | 76                  | Бизнесмен, филантроп                          | Архивная копия от 30 июня 2020 на Wayback Machine |                     |                     |
| 2010 | Мэгги Бир           | 65                  | Повар, ресторатор, писательница, теле-персона | |                     |                     |
| 2011 | Рон МакКэллам       | 62                  | Профессор                                     | Эксперт в области трудового права; декан Сиднейской школы права; председатель Комитета по правам инвалидов при ООН. Первый в Австралии — Новой Зеландии совершенно слепой человек, ставший профессором (в любой области в любом вузе); первый такой человек, ставший деканом правового вуза в этих странах.                              |                     |                     |
| 2012 | Лори Баймаррвангга  | ок. 94              | Глава общины                                  | Передавала следующим поколениям знания, культурное наследие и языки коренных народов Крокодиловых островов. Архивная копия от 2 апреля 2020 на Wayback Machine |                     |                     |
| 2013 | Иэн Мэддокс         | 81                  | Врач                                          | Специалист по паллиативной помощи, гуманист, профессор. Архивная копия от 15 апреля 2019 на Wayback Machine |                     |                     |
| 2014 | Фред Чейни          | 72                  | Политик                                       | Сенатор от Западной Австралии (1974—1990), министр финансов (1978), министр по делам семей и социальных служб (1978—1983), лидер оппозиции в Сенате (1983—1990), заместитель главы Либеральной партии Австралии (1989—1990). |                     |                     |
| 2015 | Джеки Френч         | 61                  | Писательница, эколог, историк                 | Написала более 140 книг, получила более 60 национальных и международных премий. |                     |                     |
| 2016 | Гордиан Фьюлди      | 67                  | Врач-реаниматолог                             | Основатель Австралазийского колледжа реаниматологии, заведующий реаниматологическим отделением Больницы Святого Винсента в Сиднее. |                     |                     |
| 2017 | Энни Гардинер       | 85                  | Общественно-культурная защитница              | Более полувека проработала на островах Тиви: воспитывала детей, создавала различные общественные группы, была директором местной школы, основала благотворительный магазин и кофейню. Архивная копия от 1 июля 2020 на Wayback Machine                                                                                                   |                     |                     |
| 2018 | Грэм Фаркуар        | 70                  | Учёный-эколог, растениевод                    | Профессор АНУ, специалист в области биофизики растений и фотосинтеза. Архивная копия от 30 июня 2020 на Wayback Machine |                     |                     |
| 2019 | Сьюзан Пэкер        |                     | Врач-педиатр                                  | Защитница детей. Архивная копия от 30 июня 2020 на Wayback Machine |                     |                     |
| 2020 | Джон Ньюнэм         |                     | Врач-акушер                                   | Профессор, специалист по предотвращению преждевременных родов. Архивная копия от 2 июля 2020 на Wayback Machine |                     |                     |

## Список «Местных австралийских героев»
Данная разновидность основной премии вручается с 2003 года. Её спонсором является министерство иммиграции и гражданства.
Основная статья — Список лауреатов премии «Местный австралийский герой»
| Год  | Имя                | Комментарии, ссылки |
| ---- | ------------------ | --- |
| 2003 | Брайан Перри       | Пожарный |
| 2004 | Донна Карсон       | Выжившая в домашнем насилии |
| 2005 | Бен Кирни          | Эко-активист |
| 2006 | Тони Хоффман       | Медсестра-информатор. Сообщила о подозрительно высокой смертности среди пациентов хирурга Джайанта Патела.                                                            |
| 2007 | Шанака Фернандо    | Основатель сети ресторанов «плати-сколько-можешь» Lentil as Anything.                                                                                                 |
| 2008 | Джонатон Уэлч      | Дирижёр хора, оперный певец, преподаватель. Основал хор «Удары судьбы», состоящий из бездомных и бедняков.                                                            |
| 2009 | Грэм Дрю           | Рыбак, активист прибрежной безопасности. |
| 2010 | Ронни Кан          | Социальная предпринимательница, основательница фонда продовольственного спасения OzHarvest.                                                                           |
| 2011 | Дон Ритчи          | Страховой агент, который в течение более чем 45 лет отговорил от самоубийства от 160 (официально) до 500 (по словам семьи) человек, желавших прыгнуть с утёса Разрыв. |
| 2012 | Линн Сойерс        | «Приёмная мать», помогла более чем 200 детям. |
| 2013 | Шейн Филлипс       | Председатель и CEO организации «Воин племени». |
| 2014 | Тим Конолан        | Социальный предприниматель, основатель детского благотворительного фонда TLC for Kids.                                                                                |
| 2015 | Джульетта Райт     | Социальная предпринимательница. Основательница и СЕО компании GIVIT, бесплатно раздающей необходимые вещи нуждающимся.                                                |
| 2016 | Катерина Кинан     | Журналистка, писательница, литературный редактор, преподавательница.                                                                                                  |
| 2017 | Викки Джелли       | Активистка, благодаря ей в г. Варрнамбул был открыт онкологический центр.                                                                                             |
| 2018 | Эдди Ву            | Учитель, писатель. Прославился онлайн-уроками математики через YouTube, его канал имеет почти миллион подписчиков.                                                    |
| 2019 | Кейт и Тик Эверетт | После самоубийства их дочери, вызванного травлей со стороны сверстников, супруги основали организацию Dolly's Dream, просвещающую людей о детском хулиганстве.        |
| 2020 | Берни Шейкшафт     | Активист, создатель программы BackTrack Youth Works, которая помогает сельской молодёжи из неблагополучных семей не уйти в криминал.                                  |

## Статистика
Количество награждённых званием «Австралиец года» по роду деятельности
|                        | 1960-е | 1970-е | 1980-е | 1990-е | 2000-е | 2010-е | 2020-е | Всего |
| ---------------------- | ------ | ------ | ------ | ------ | ------ | ------ | ------ | ----- |
| Наука (кроме медицины) | 1      | 2      | 0      | 0      | 2      | 1      | 0      | 6     |
| Искусство              | 3      | 2      | 2      | 1      | 1      | 1      | 0      | 10    |
| Медицина               | 1      | 0      | 0      | 3      | 3      | 2      | 1      | 10    |
| Дела коренных народов  | 0      | 2      | 1      | 1      | 1      | 0      | 0      | 5     |
| Религия                | 0      | 1      | 0      | 1      | 0      | 0      | 0      | 2     |
| Общественная работа    | 0      | 1      | 0      | 1      | 0      | 4      | 0      | 6     |
| Политика, гос. служба  | 1      | 1      | 1      | 0      | 0      | 0      | 0      | 3     |
| Спорт                  | 4      | 2      | 3      | 2      | 2      | 1      | 0      | 14    |
| Ненаучные академики    | 0      | 0      | 2      | 0      | 0      | 0      | 0      | 2     |
| Военная служба         | 0      | 2      | 0      | 0      | 1      | 0      | 0      | 3     |
| Бизнес                 | 0      | 1      | 1      | 0      | 0      | 2      | 0      | 4     |

Количество награждённых званием «Австралиец года» по полу
|   | 1960-е | 1970-е | 1980-е | 1990-е | 2000-е | 2010-е | 2020-е | Всего |
| - | ------ | ------ | ------ | ------ | ------ | ------ | ------ | ----- |
| Ж | 2      | 3      | 2      | 1      | 2      | 3      | 0      | 13    |
| М | 7      | 11     | 8      | 8      | 8      | 8      | 1      | 50    |

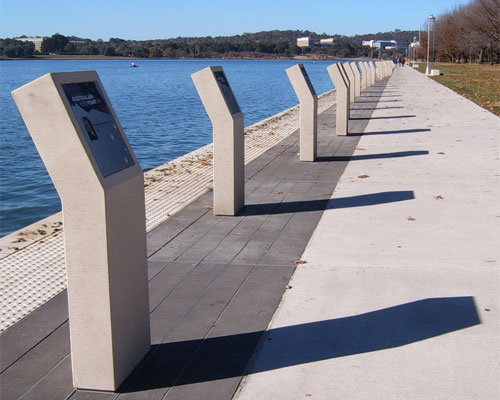
Набережная Австралийцев года
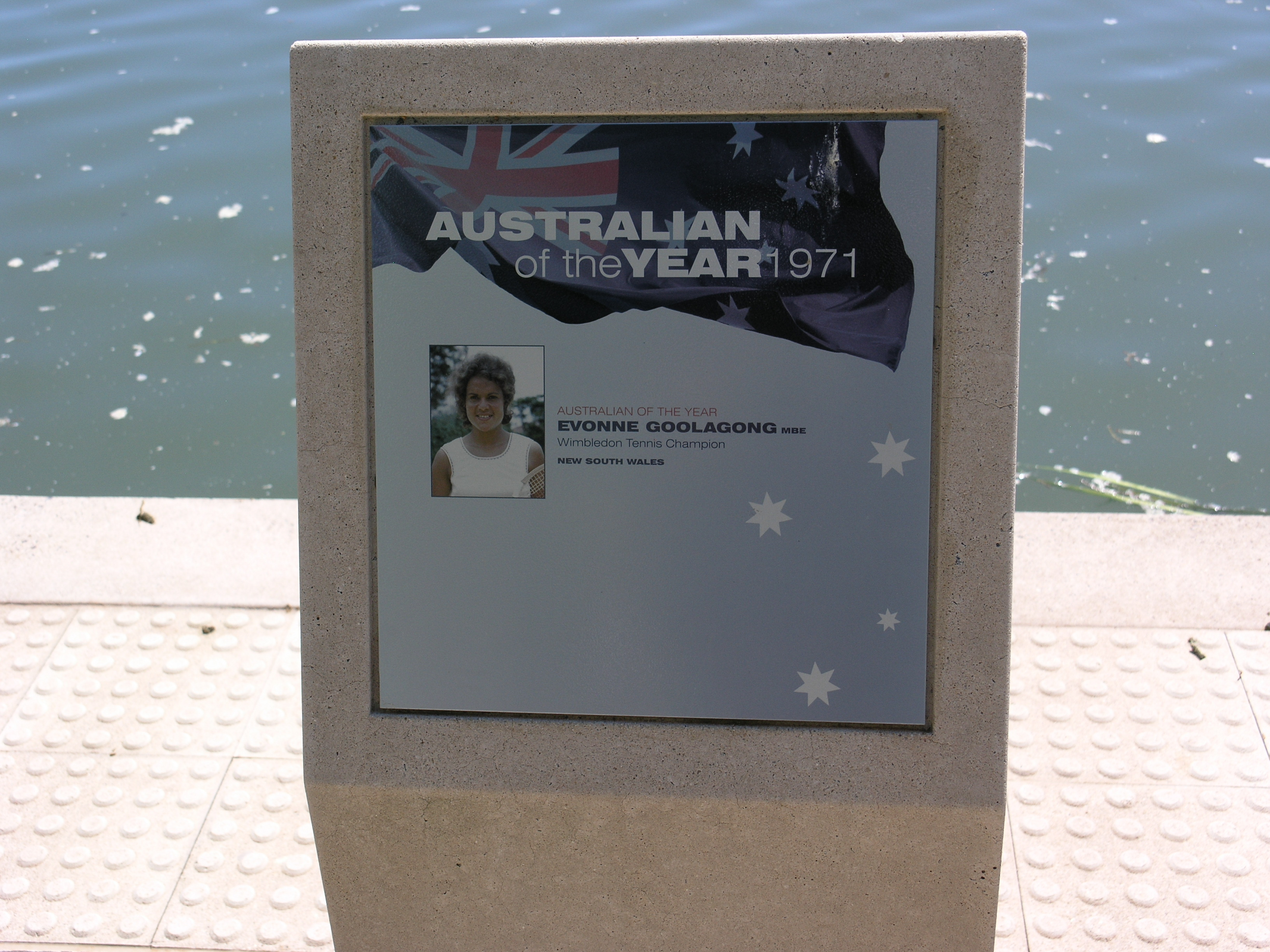
Один из постаментов вблизи
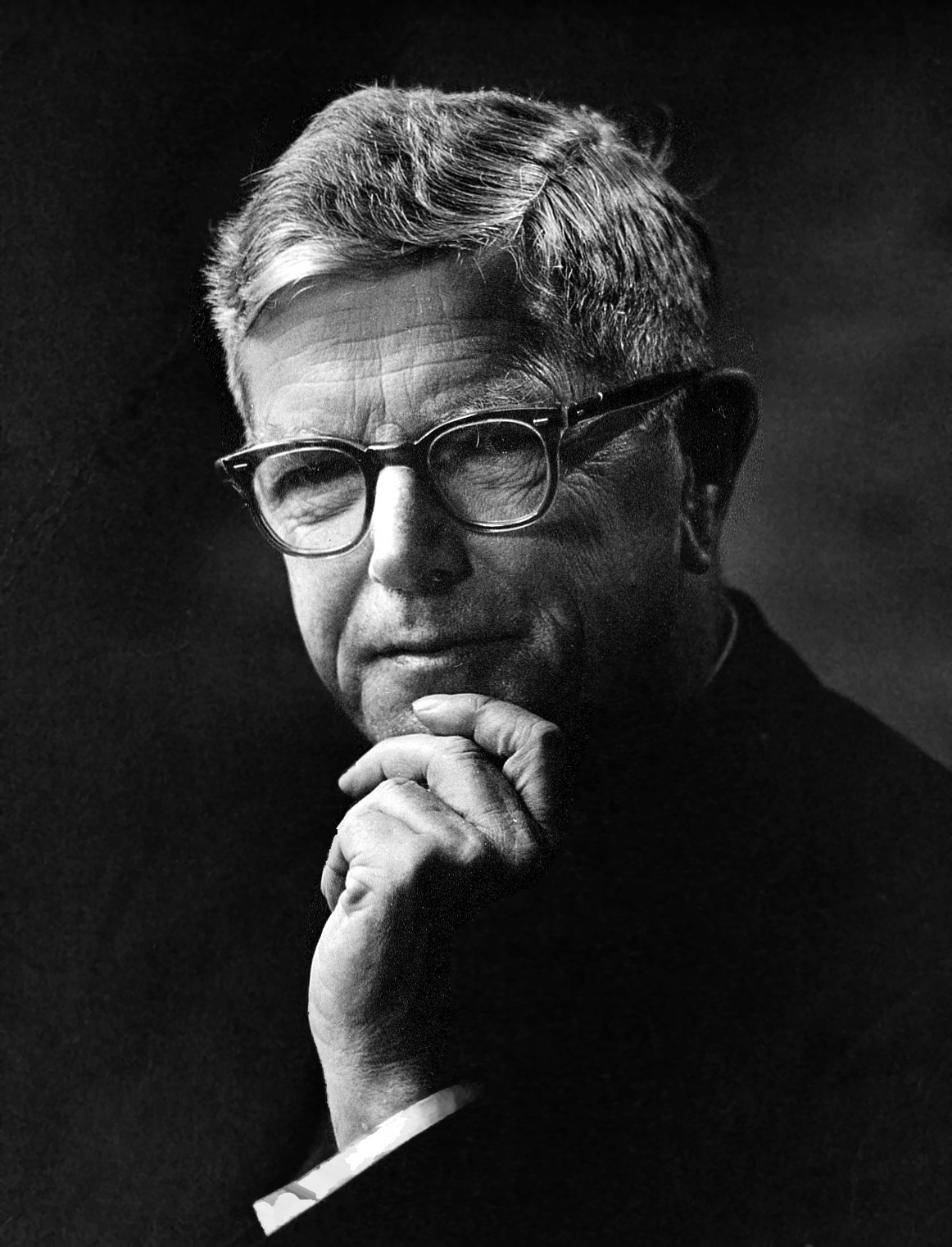
Фрэнк Бёрнет — первый «Австралиец года»
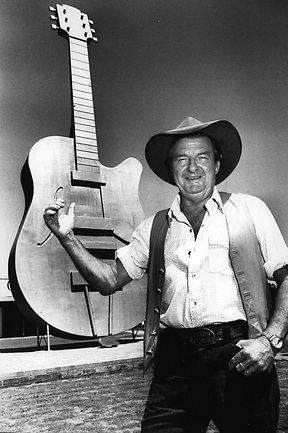
Слим Дасти[англ.] — первый «Старший австралиец года»
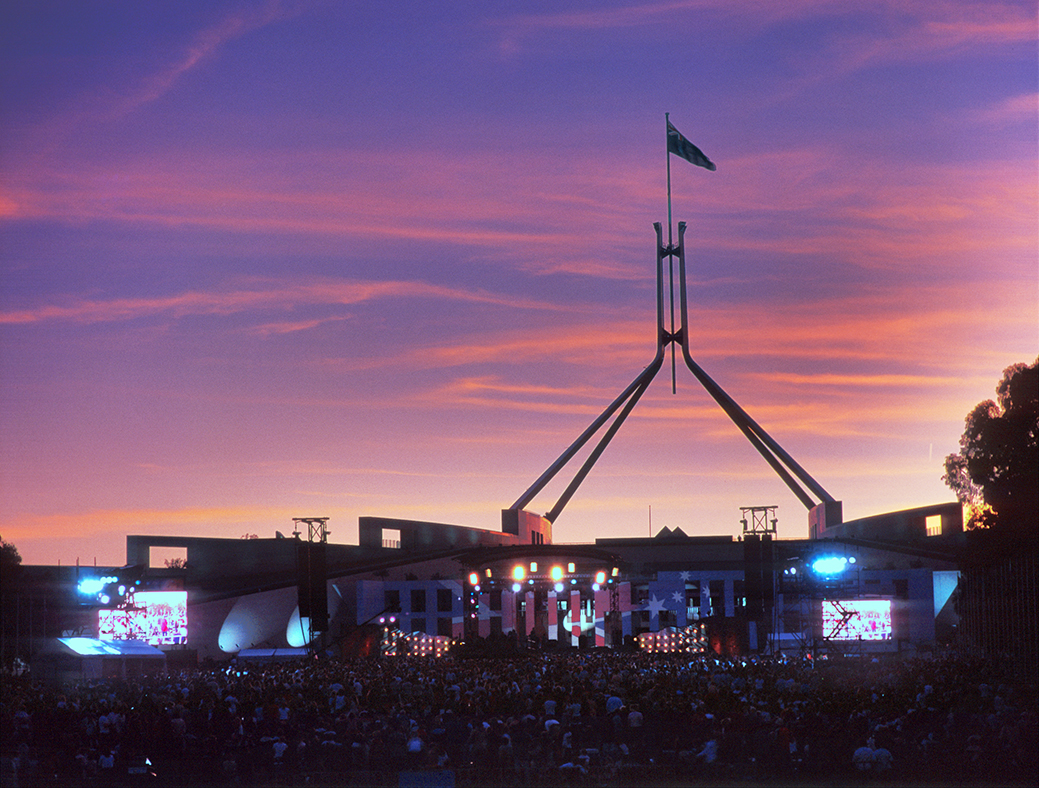
Оглашение имени очередного «Австралийца года», 25 января 2005